# جوناثان ريس
جوناثان ريس (بالبرتغالية: Jonathan Reis‏) (6 يونيو 1989 في كونتاجيم في البرازيل – )؛ هو لاعب كرة قدم كان يلعب كمهاجم.

## وصلات خارجية
- جوناثان ريس على موقع الاتحاد الأوربي (الإنجليزية)
- جوناثان ريس على موقع اتحاد تركيا (لاعب) (الإنجليزية)
- جوناثان ريس على موقع رابطة كرة القدم اليابانية للمحترفين (اليابانية)
- جوناثان ريس على موقع إي إس بي إن إف سي (الإنجليزية)
- جوناثان ريس على موقع قاعدة بيانات كرة القدم.إي يو (الإنجليزية)
- جوناثان ريس على موقع Soccerbase.com (لاعب) (الإنجليزية)
- جوناثان ريس على موقع Soccerway.com (الإنجليزية)
- جوناثان ريس على موقع عالم كرة القدم.نت (الإنجليزية)